# Bruna Tomaselli

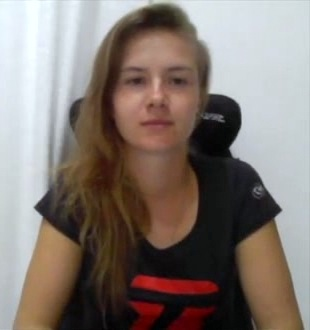
Bruna Tomaselli in 2021.

Bruna Alberti Tomaselli (Caibi, 18 september 1997) is een Braziliaans autocoureur. 

## Autosportcarrière
Tomaselli begon haar autosportcarrière in het karting in 2007, waarin zij tot 2013 actief bleef. Dat jaar debuteerde zij in het formuleracing in de Fórmula Junior Brasil, die te vergelijken is met de Formule Ford in andere landen. Hierin reed zij twee seizoenen, waarin ze zevende en vierde werd in de eindstand. In 2015 stapte zij over naar het Zuid-Amerikaanse Formule 4-kampioenschap, waarin zij vijf van de acht raceweekenden reed. Met een handvol vierde plaatsen als beste klasseringen werd zij zevende in de eindstand met 118 punten. In 2016 bleef zij actief in de klasse en behaalde zij vijf podiumfinishes, waardoor ze met 164 punten vierde werd in het klassement.
In 2017 verhuisde Tomaselli naar de Verenigde Staten om deel te nemen aan de U.S. F2000. Hierin kwam zij uit voor het team ArmsUp Motorsports, waar zij elf van de veertien races reed. Met een twaalfde plaats op Road America als beste resultaat werd zij 21e in de eindstand met 49 punten. In 2018 bleef zij actief in het kampioenschap, waarin zij overstapte naar het Team Pelfrey. In de seizoensopener op het Stratencircuit Saint Petersburg behaalde zij haar beste klassering met een zevende plaats, waardoor zij met 87 punten zestiende werd in het kampioenschap. In 2019 stapte zij over naar Pabst Racing Services, waar zij met een vijfde plaats op de Mid-Ohio Sports Car Course haar beste resultaat behaalde. Met 174 punten eindigde zij als achtste in het klassement.
In 2020 zou Tomaselli uitkomen in de W Series, een kampioenschap waar enkel vrouwen aan deelnemen, maar het seizoen werd afgelast vanwege de coronapandemie. In 2019 meldde zij zich al aan voor de klasse, maar ze kwam niet door het evaluatieproces. In plaats daarvan reed zij een aantal races in het Braziliaanse endurance-kampioenschap, waarin zij twee zeges boekte, en in de eveneens Braziliaanse Super Formula Paulista, waarin zij twee podiumplaatsen behaalde.
In 2021 maakt Tomaselli alsnog haar racedebuut in de W Series.